# Alessio Barbagli
Alessio Barbagli (San Giovanni Valdarno, 1º dicembre 1969) è un ex ciclista su strada italiano.

## Carriera
Passo professionista tardi a 25 anni e vi restò per due sole stagioni, dopo una prima parentesi da stagista nel 1995, con la maglia della Scrigno ma non riuscì ad ottenere successi nella massima categoria.
Dotato di un buono spunto veloce ottenne i suoi risultati più importanti in corse adatte ai velocisti: fu terzo alla Milano-Vignola 1995 e secondo nell'ultima tappa, sull'arrivo di Oviedo, alla Vuelta Asturias 1996 dietro il connazionale Simone Biasci.

## Palmarès
- 1992 (Dilettanti)

Gran Premio Città di Vinci
- 1994 (Dilettanti)

Giro del Valdarno

## Piazzamenti

### Grandi Giri
- Giro d'Italia

1997: ritirato (alla ? tappa)

### Classiche monumento
- Milano-Sanremo

1996: 130º